# Bergisch Gladbach
Bergisch Gladbach és una ciutat del Rin del Nord-Westfàlia, Alemanya, situada a l'est de Colònia. A la fi de 2017 tenia 113.085 habitants (2006 eren 110.016).
Els primers indicis de la ciutat es remunten al segle xiii encara que la ciutat fou fundada oficialment el 1856. La paraula Bergisch del seu nom prové del territori medieval del Comtat de Berg i fou afegit per tal de distingir-se de Mönchengladbach. El 1975 la ciutat va incorporar la veïna Bensberg i quan el 1977 assolí els 100.000 habitants rebé la categoria de ciutat. Bergisch Gladbach és la seu de l'administració del Districte de Rhein-Berg. Les seves indústries principals inclouen la manufactura del paper, la impressió, objectes de vidre i tèxtils.

## Ciutats agermanades
Bergisch Gladbach té 8 ciutats agermanades.
- Bourgoin-Jallieu (França), des de 1956
- Luton (Regne Unit), des de 1956
- Velsen (Països Baixos), des de 1956
- Joinville-le-Pont (França) des de 1960
- Runnymede (Regne Unit) des de 1965
- Marijampolė (Lituània), des de 1989
- Limassol (Xipre), des de 1991
- Pszczyna (Polònia), des de 1993

## Nascuts a Bergisch Gladbach
- Heidi Klum (1973), model alemanya.
- Tim Wiese (1981), porter internacional de futbol
- Mats Hummels (1988), defensa internacional de futbol

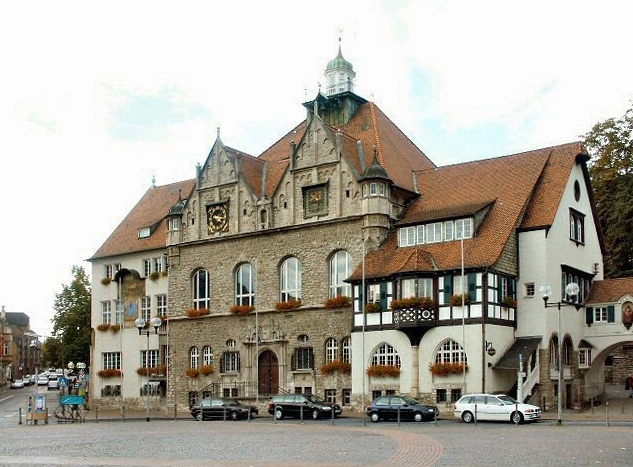
Antic ajuntament
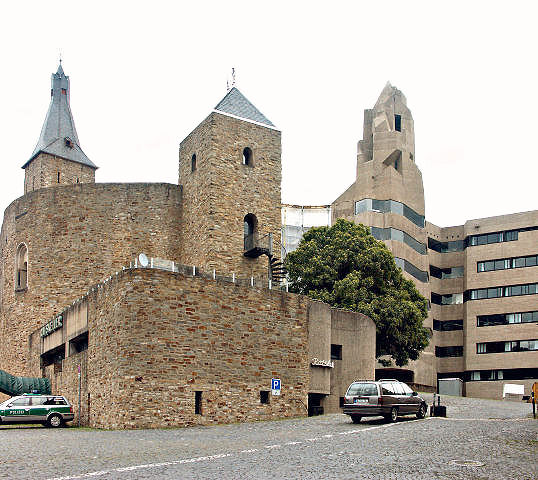
Castell antic i ajuntament